# Addlestone
Addlestone is een plaats en civil parish in het bestuurlijke gebied Runnymede, in het Engelse graafschap Surrey met 16657 inwoners.

## Geboren in Addlestone
- Arnold Jackson (1891-1972), atleet en militair